# Iran op de Olympische Jeugdwinterspelen 2012
Iran was een van de landen die deelnam aan de Olympische Jeugdwinterspelen 2012 in Innsbruck, Oostenrijk.

## Deelnemers en resultaten
(m) = mannen, (v) = vrouwen 

### Alpineskiën
| Olympiër     | Onderdeel           | Resultaat | Prestatie                           |
| ------------ | ------------------- | --------- | ----------------------------------- |
| Nima Baha    | super g (m)         | 39        | 1.17,43 (+12,98)                    |
| Nima Baha    | supercombinatie (m) | 31e       | 2.01,93 (+21,48) (1.16,00, 45,93)   |
| Nima Baha    | reuzenslalom (m)    | 34e       | 2.10,59 (+18,89) (1.06,73, 1.03,86) |
| Nima Baha    | slalom (m)          | 30e       | 1.37,80 (+19,44) (49,04, 48,76)     |
|              |                     |           |                                     |
| Hadis Ahmadi | super g (v)         | 32e       | 1.28,41 (+22,63)                    |
| Hadis Ahmadi | supercombinatie (v) | 30e       | 2.14,97 (+34,15) (1.24,82, 50,15)   |
| Hadis Ahmadi | reuzenslalom (v)    | -         | - (-) (DNS, -)                      |

### Langlaufen
| Olympiër             | Onderdeel          | Resultaat | Prestatie         |
| -------------------- | ------------------ | --------- | ----------------- |
| Yaghoob Kiashemshaki | 10 km klassiek (m) | 41e       | 37.14,4 (+7.45,6) |
| Yaghoob Kiashemshaki | sprint (m)         | 49e       | kwalificatie      |